# Panaricij
Panaricij je gnojna upala volarne strane prsta najčešće uzrokovana piogenim stafilokokom. Uzrokovana je najčešće malim ozljedama prstiju. Razlikujemo potkožni, koštani, tetivni i zglobni panaricij.